# Novo Mundo
Novo Mundo este un oraș în Mato Grosso (MT), Brazilia.